# نظام سببي
في نظرية التحكم، يعرّف النظام السببي على أنه النظام الذي تعتمد فيه المخرجات على المدخلات الحالية، أو السابقة لا على المدخلات المستقبلية ؛ فمثلاً ناتج {\displaystyle y(t_{0})} للقيم {\displaystyle t\leq t_{0}} يعتمد فقط على المُدخل {\displaystyle x(t)}.
يتمحور مفهوم السببية - Causality على اعتماد المخرجات لدالة معينة في أي وقت على القيم الحالية، أو السابقة. أما النظام الذي يعتمد على مدخلات من المستقبل (مع احتمالية كونه يعتمد على قيم حالية أو سابقة) فهو نظام غير سببي non-causal.
وهنا من البديهي أن يقال أن نظام الطبيعة، والفيزياء تقوم على نظام السببية.
يلعب مفهوم السببية دوراً هامّا في مجال معالجة الإشارات الرقمية، حيث تُبنى المرشحات لتكون مرشحات سببية.
يجب أن يعتمد مُدخل الإستجابة النبضية استجابة نبضية في النظام السببي على القيمة الحالية، أو السابقة لتحديد المخرجات، وهذا المتطلب هام، وضروري للنظام ؛ حتى يعتبر نظاماً سببياً، بغض النظر عن كونه نظاماً خطيّاً.

## تعريفات رياضية
تعريف 1:
يُعتبر النظام الذي يقوم بتحويل {\displaystyle x} إلى {\displaystyle y} سببياً، فقط إذا كان، لأي زوج من المدخلات {\displaystyle x_{1}(t)} و {\displaystyle x_{2}(t)} بحيث:
{\displaystyle x_{1}(t)=x_{2}(t),\quad \forall \ t\leq t_{0},}
والمخرجات هي:
{\displaystyle y_{1}(t)=y_{2}(t),\quad \forall \ t\leq t_{0}.}

## أمثلة
هذه الأمثلة لأنظمة فيها المدخل {\displaystyle x} والمخرج {\displaystyle y}:

### أمثلة على أنظمة سببية
- نظام لا يرتبط بذاكرة - Memoryless system

{\displaystyle y\left(t\right)=1-x\left(t\right)\cos \left(\omega t\right)}
- مرشح الانحدار - Autoregressive filter

{\displaystyle y\left(t\right)=\int _{0}^{\infty }x(t-\tau )e^{-\beta \tau }\,d\tau }

### أمثلة على أنظمة غير سببية
{\displaystyle y(t)=\int _{-\infty }^{\infty }\sin(t+\tau )x(\tau )\,d\tau }
- المعدل المركزي المتحرك - Central moving average

{\displaystyle y_{n}={\frac {1}{2}}\,x_{n-1}+{\frac {1}{2}}\,x_{n+1}}